# Combat de Toucheneau (1832)
Guerre de Vendée et Chouannerie de 1832
Batailles
- Chanay
- Toucheneau
- Maisdon
- Le Chêne
- La Penissière
- Riaillé
- Saint-Aubin-des-Ormeaux

Le combat de Toucheneau ou combat de Touchenault se déroule le 30 mai 1832 lors de l'insurrection légitimiste de 1832, près de la ferme de la Gaudinière en Vergéal.

## Prélude
En 1832, dans le cadre du soulèvement légitimiste, une petite armée de chouans de l'Armée catholique et royale se forme dans le pays de Vitré en Ille-et-Vilaine. Elle est commandée par Malnoë, Alexandre Courson de Villevalio et Jean-François Le Nepvou de Carfort. Quelques anciens combattants de la première chouannerie s'y joignent comme Louis Hubert et Pierre Carré dit Piquet.
Les Chouans de Vitré sont signalés aux autorités dès la fin du mois de mai alors que la date de soulèvement prévue par la Duchesse de Berry avait été fixée pour début juin.
Le 26 mai, les Chouans pillent la maison du maire de Val-d'Izé puis 450 d'entre eux se rassemblèrent à Parcé le 27. Deux jours plus tard, une première escarmouche éclate aux Bretonnières, près de Saint-M'Hervé face à un détachement de soldats. L'affrontement fait quelques blessés.

## Déroulement
Le 30 mai 1832, 800 chouans se réfugient dans les landes de Touchenault (Toucheneau), près de la ferme de la Gaudinière en Vergéal, à la limite de Domalain. Ils y sont attaqués par les troupes orléanistes, fortes de 65 gardes nationaux de Vitré, 35 soldats du 56e régiment d'infanterie de ligne et du 16e régiment d'infanterie légère et 3 gendarmes dirigés par le général de Castres.
Selon un témoignage d'un lieutenant de la garde nationale de Rennes, « les chouans ont été surpris près de Vergeal (...). Guidés par le brave Morin, tous ont fait leur devoir, et la bande, qui était de près de 600 hommes, a été enfoncée en vingt minutes. Un secours assez opportun a été l'arrivée subite d'un détachement de voltigeurs. D'une part on a eu un mort et six blessés ; mais les chouans ont laissé sur le terrain vingt-cinq hommes. (...) Beaucoup de jeunes nobles étaient à cette affaire, mais aucun n'est resté parmi les morts. (...) Je n'en finirais pas si je vous détaillais tout ce que j'ai appris sur le combat de Vergeal(on peut lui donner ce nom). Il ne nous reste qu'une crainte, c'est que les chouans dispersés ne se puisse retrouver. On dit que ceux d'Argentré se lèvent. (...) ».
Les paysans, peu aguerris, sont mis en déroute. Les vétérans Hubert et Piquet sont tués au combat alors qu'ils gardaient un prisonnier nommé Dubourg, enrôlé de force par les chouans puis condamné à mort par un conseil de guerre improvisé pour tentative de désertion et espionnage.

## Pertes et conséquences
Les chouans déplorent 40 morts et 40 blessés, les Orléanistes 5 morts et 3 blessés. Quelques paysans sont capturés, mais beaucoup affirment avoir été enrôlés de force et tous furent relâchés à l'exception des chefs.
Le 18 février 1833, six chefs insurgés passent en jugement à Rennes. Deux d'entre eux, Chadeysson, ancien garde du corps de Charles X, et Tharin, dit Capitaine Cancan, sont condamnés à la déportation, les autres sont relâchés.